# Partitu di a Nazione Corsa
Partitu di a Nazione Corsa (franska: Parti de la nation corse, PNC) är ett politiskt parti i Frankrike som söker självstyre för ön Korsika. Det grundades i Corte år 2002 av tre nationalistiska partier.
Partiet förespråkar självstyre för Korsika, men inte fullständig självständighet. PNC har till exempel fördömt väpnat våld som använts av separatister.
Partiet är medlem i Europeiska fria alliansen (EFA) och dess Europaparlamentariker sitter i Gruppen De gröna/Europeiska fria alliansen (G/EFA). Partiet är EU-vänligt och regionalistiskt.